# Prophase Music
Prophase Music est un label indépendant, situé à Philadelphie aux États-Unis, filiale de Prophase Enterprises INC. Le label est distribué exclusivement par MVD Distribution. Le rayonnement de distribution est mondial.

## Artistes
- Kawabata Makoto And Mothers Of Invasion
- Demonopotopium
- TheStemcells
- Oblivion Sun
- Peter Pan Speedrock
- Aleister
- Erik Mongrain